# Jumpei Ogura
Pour les articles homonymes, voir Ogura.
Pas d'image ? Cliquez ici

a Compétitions nationales et continentales officielles uniquement.

b Matchs officiels uniquement.
Dernière mise à jour le 17 août 2022.
Jumpei Ogura (小倉 順平, Ogura Jumpei), né le 11 juillet 1992 à Hachiōji (Japon), est un joueur de rugby à XV international japonais évoluant essentiellement au poste de demi d'ouverture. Il évolue avec le club des Yokohama Canon Eagles en League One depuis 2021.

## Carrière

### En club
Jumpei Ogura a commencé par évoluer en championnat japonais universitaire avec son club de l'Université Waseda entre 2011 et 2015. Il remporte à deux reprises la ligue Kanto Taikosen en 2012 et 2015, et il est également finaliste du tournoi national en 2014.
Il a ensuite fait ses débuts professionnels en 2015 avec le club des NTT Shining Arcs situé à Ichikawa et qui évolue en Top League. Lors de sa première saison avec ce club, il dispute dix matchs et compte six titularisations, dont trois au poste d'arrière, en raison de la concurrence du Springbok Elton Jantjies. Lors de sa deuxième saison au club, il s'impose comme un titulaire en puissance au poste d'ouvreur grâce à ses qualités d'animateur et de franchisseur, en profitant de la blessure de son coéquipier sud-africain. Auteur d'une très bonne saison, il inscrit 117 points dont 6 essais, ce qui lui ouvre les portes de la sélection nationale.
En 2017, il rejoint la franchise japonaise des Sunwolves, évoluant en Super Rugby. Il fait ses débuts le 11 mars 2017 en entrant en jeu lors du match contre les Cheetahs, et connait sa première titularisation deux semaines plus tard contre les Stormers.
Non-retenu avec les Sunwolves pour la saison 2018 de Super Rugby, il se focalise ensuite sur sa carrière avec les Shining Arcs. En perte de vitesse lors de la saison 2020 de Top League, il décide alors de quitter les Shining Arcs, et fait dans un premier temps son retour avec les Sunwolves pour la saison 2020 de Super Rugby,. Il n'a cependant le temps de disputer que deux rencontres avant que la saison ne soit interrompue par la pandémie de Covid-19,.
Il s'engage ensuite avec les Canon Eagles pour la saison 2021 de Top League.

### En équipe nationale
Jumpei Ogura est finaliste du trophée mondial des moins de 20 ans en 2012 avec les Baby Blossoms, dont il est le capitaine,.
Il est sélectionné pour la première fois avec l'équipe du Japon dans le cadre de la tournée de novembre 2016. Il ne sera cependant pas utilisé par Jamie Joseph lors de cette tournée, mais sera rappelé l'année suivante pour disputer le Championnat d'Asie. Il obtient sa première cape internationale le 22 avril 2017 à l’occasion d’un match contre l'équipe de Corée du Sud à Incheon,.
Il est appelé dans le groupe japonais pour la préparation de la Coupe du monde 2023. Il est ensuite retenu dans la sélection finale pour le Mondial,. 

## Palmarès

### En club
Néant

### En équipe nationale
- Vainqueur du Championnat d'Asie en 2017.

## Statistiques internationales
- 4 sélections avec le Japon depuis 2017.
- 41 points (5 pénalités, 13 transformations).